# Giuseppe Pisanu
Giuseppe Pisanu, più noto come Beppe (Ittiri, 2 gennaio 1937), è un ex politico italiano.
È stato ministro dell'interno nel secondo e terzo governo Berlusconi dal 2002 al 2006, oltre ad aver ricoperto la carica di ministro per l'attuazione del programma di governo dal 2001 al 2002.
Esponente di spicco della storica Democrazia Cristiana, nella "seconda Repubblica" ha aderito a Forza Italia e al Popolo della Libertà, nella sua ultima legislatura è stato il Presidente della Commissione parlamentare Antimafia.

## Biografia

### Studi e inizi
Si laurea in Scienze agrarie all'Università degli Studi di Sassari e contemporaneamente milita nella FUCI, l'organizzazione universitaria della Democrazia Cristiana, partito che percorre a livello locale attraverso l'esperienza dei giovani turchi, in seguito dirigente provinciale di Sassari, poi dirigente regionale della Sardegna, fino a diventare il capo della segreteria politica nazionale dal 1975 al 1980 con Benigno Zaccagnini, durante gli anni del compromesso storico con il PCI.

### Deputato della Democrazia Cristiana

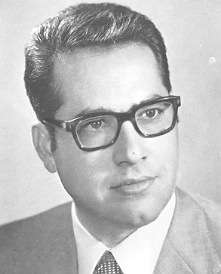
Pisanu eletto alla Camera nel 1976

Pisanu è stato deputato per la DC eletto nel 1972, 1976, 1979, 1983, 1987, fino al 1992, periodo durante il quale ha ricoperto diversi incarichi di sottogoverno:
- Sottosegretario di Stato al Ministero del Tesoro dal 1980 al 1983 nei governi guidati da Arnaldo Forlani, Giovanni Spadolini e Fanfani;
- Sottosegretario di Stato al Ministero della difesa dal 1986 al 1989 nei governi guidati da Bettino Craxi, Fanfani, Giovanni Goria, Ciriaco De Mita.

Nel 1982 Pisanu è costretto a dimettersi per i suoi rapporti con Flavio Carboni in relazione al crack del Banco Ambrosiano.
Pisanu non fu indagato dalla magistratura per lo scandalo, ma solo ascoltato come persona informata sui fatti. Ascoltato più volte volta dalla commissione Anselmi, ammetterà di avere un po' "sottovalutato" la delicatezza di certe frequentazioni. Successivamente è ancora sottosegretario di stato al Ministera della difesa dal 1986 al 1990 nei governi DC-PSI e Pentapartito guidati da Bettino Craxi, Giovanni Goria e Ciriaco De Mita.

### Deputato di Forza Italia
Con lo scioglimento della Democrazia Cristiana nel Partito Popolare Italiano, nel 1994 decide di aderire a Forza Italia, per la cui lista è eletto deputato nel 1994; in seguito sarà rieletto nel 1996 e 2001. Nel 1994 era vice capogruppo vicario di Forza Italia alla Camera e nel 1996 è stato nominato capogruppo al posto di Vittorio Dotti poco tempo dopo la testimonianza di Stefania Ariosto fino al 2001.

#### Ministro per l'attuazione del programma di governo
Nel 2001 è ministro senza portafoglio, ministro per l'attuazione del programma di governo nel governo Berlusconi II.

#### Ministro dell'Interno
Il 3 luglio 2002 subentra a Claudio Scajola come Ministro dell'Interno, carica che ricopre fino al 2006 (Governi Berlusconi II e III). Durante i quattro anni del suo mandato vengono arrestati i membri delle Nuove Brigate Rosse, viene arrestato il super latitante Bernardo Provenzano e viene fondata la Consulta islamica (esperienza poi sospesa da Roberto Maroni). Inoltre Pisanu si è scontrato più volte con gli esponenti della Lega Nord, alleato di governo, che chiedono una politica ancora più dura verso migranti e musulmani.. Allo scadere del mandato, Pisanu viene da più parti accreditato quale Ministro maggiormente apprezzato dal centro-sinistra, raccogliendo il plauso dell'allora Sindaco di Roma Veltroni.
Pisanu è stato autore di un decreto antiterrorismo (D.L. 27 luglio 2005 n. 144 - decreto Pisanu - convertito dalla legge n. 155 del 31 luglio 2005 cosiddetto "legge Pisanu") approvato dal Parlamento con una larga maggioranza che includeva anche il centro-sinistra. Il decreto conteneva anche norme connesse all'utilizzo di Internet, vietando le connessioni anonime a Internet e impone a tutti gli ISP di conservare un log in cui riportano indirizzo IP e numero di telefono che identifica l'utente connesso. In base al decreto Pisanu, per aprire un internet point in Italia bisognava richiedere la licenza al questore; tale norma (art. 7), pensata come transitoria, avrebbe dovuto restare in vigore fino al 2008, ma venne costantemente prorogata dal governo Berlusconi IV tramite l'annuale decreto milleproroghe. L'abolizione dell'art. 7 è stata infine effettuata dal governo Monti, che non ne ha inserito il rinnovo nel decreto proroghe 2011.

### Senatore di Forza Italia e del PdL

#### Lo spoglio elettorale del 2006
Alle elezioni politiche del 2006 viene candidato al Senato della Repubblica, tra le liste di Forza Italia nella circoscrizione Campania come capolista, venendo eletto senatore. Nei giorni seguenti alle politiche del 2006 il ministero di Pisanu annunciò l'esistenza di ben 43.028 schede contestate per la Camera e 39.822 per il Senato, un numero sufficiente a rovesciare la nuova maggioranza di Romano Prodi nei due rami del Parlamento, ma dopo qualche giorno Pisanu ammise un "errore materiale": i computer del ministero avrebbero "sommato le schede contestate alle nulle e alle bianche" e quindi le contestate alla Camera non erano 43.000 ma 2131, mentre al Senato non erano 39.000 ma 3135.
Nel novembre 2006 esce il film-documentario Uccidete la democrazia!, che ritrae Pisanu come responsabile, insieme ai leader di Forza Italia, di presunti brogli elettorali riguardanti le elezioni politiche del 2006. A fine novembre, dopo poche ore dall'avvio dell'inchiesta, la Procura di Roma indaga l'autore del film-documentario, il giornalista Enrico Deaglio, per diffusione di notizie false e tendenziose. La successiva causa civile per danni che vede imputato lo stesso Deaglio è ancora in corso.

#### Presidente della commissione antimafia
Alle elezioni politiche del 2008, indette dopo la caduta del governo Prodi II, Pisanu viene ricandidato al Senato, come capolista nella circoscrizione Sardegna tra le liste del Popolo della Libertà (lista elettorale che unisce principalmente Forza Italia con Alleanza Nazionale), venendo confermato senatore. L'11 novembre 2008 Pisanu è stato eletto presidente della Commissione Parlamentare Bicamerale Antimafia su indicazione dei Presidenti di Camera e Senato. Ha annunciato che alle elezioni amministrative in Italia del 2010 «il Codice di autoregolamentazione che prevede la non candidabilità di persone in odor di mafia è stato violato 45 volte e ha riguardato 11 candidati eletti e 34 non eletti». Sullo stato dei procedimenti nei loro confronti, «risulta che 25 sono definitivi, 15 non definitivi e 5 da approfondire». Le violazioni denunciate da Pisanu sarebbero trasversali alle diverse forze politiche ma concentrate nel sud, specialmente in Puglia, Campania e Calabria.
Il 30 giugno 2010 ha dichiarato che tra il 1992 e il 1993 «è ragionevole ipotizzare che nella stagione dei grandi delitti e delle stragi si sia verificata una convergenza di interessi tra cosa nostra, altre organizzazioni criminali, logge massoniche segrete, pezzi deviati delle istituzioni, mondo degli affari e della politica. Questa attitudine a entrare in combinazioni diverse è nella storia della mafia e, soprattutto è nella natura stessa della borghesia mafiosa».

### Uscita dal PdL e adesione a Scelta Civica
Pisanu è stato accreditato da più parti come uomo della fronda del PdL volta a costruire un governo senza Berlusconi. Secondo Wikileaks, Pisanu era coinvolto con Fini e Tremonti nella preparazione di un governo dopo-Berlusconi già nell'ottobre 2009. Il 7 settembre 2011 Pisanu ha affermato che serve un governo di larghe intese senza Berlusconi, partecipando poi ai convegni del Terzo Polo. Nel dicembre 2012 si allontana dal PdL per aderire al progetto della lista Con Monti per l'Italia del premier dimissionario Mario Monti, con la quale non è stato però candidato alle elezioni politiche del 2013.

## Intercettazioni in Calciopoli
Il 16 maggio 2006 vengono pubblicate delle intercettazioni telefoniche con Luciano Moggi, all'epoca dirigente della Juventus e conoscente di lunga data in quanto compagno di scuola della moglie, in cui il Ministro dell'Interno chiede aiuto per la Torres (all'epoca in Serie C1), la squadra di calcio più rappresentativa della sua zona d'origine sull'orlo della retrocessione, bisognosa di rinforzi e secondo Pisanu penalizzata da alcuni arbitraggi. Moggi parla con Rinaldo Carta, l'allora presidente della Torres, di un nuovo allenatore, rivelatosi poi essere Antonello Cuccureddu, che riesce a far risalire la squadra e guidarla fino alle semifinali dei playoff (impresa definita come un «miracolo»), poi persi con il Grosseto allenato da Massimiliano Allegri. Pisanu non divenne mai un indagato e il tutto non fu giudicato penalmente rilevante già alla pubblicazione delle intercettazioni.